# Styela tesseris
Styela tesseris is een zakpijpensoort uit de familie van de Styelidae. De wetenschappelijke naam van de soort is voor het eerst geldig gepubliceerd in 1993 door Lambert.